# Walenty Benc
Walenty Benc (ur. ok. 1814 – zm. ok. 1899) – chłop, poseł do austriackiej Rady Państwa.
Właściciel gospodarstwa i wójt gminy w Ostrówku, pow. tarnobrzeski. Był członkiem Rady Powiatu (1877-1899) i Wydziału Powiatowego (1877-1890) w Tarnobrzegu.
Poseł do austriackiej Rady Państwa V kadencji (12 stycznia 1878 – 22 maja 1879), wybrany po rezygnacji Jana Tarnowskiego w wyborach uzupełniających w kurii IV (gmin wiejskich) z okręgu wyborczego nr 7 (Ropczyce-Mielec-Radomyśl-Tarnobrzeg-Rozwadów). W parlamencie był członkiem Koła Polskiego w Wiedniu. W 1894 po śmierci Jana Tarnowskiego prowadził akcję wyborczą na rzecz wybrania posłem do parlamentu austriackiego chłopa z Sokolnik Jana Robaka.